# جايسون بيكر (لاعب كرة قدم أمريكية)
جايسون بيكر (بالإنجليزية: Jason Baker)‏ هو لاعب كرة قدم أمريكية أمريكي، ولد في 17 مايو 1978 في فورت واين في الولايات المتحدة.

## وصلات خارجية
- جايسون بيكر على موقع مرجع كرة القدم المحترفة.كوم (الإنجليزية)